# The Swelly Express
The Swelly Express är debutmixtapen från duon Chiddy Bang, utgiven i oktober 2009. Låtarna "Opposite of Adults" och "Truth" släpptes som singlar.

## Låtlista
1. "Get Up in the Morning" (Samplar "Israelites" av Desmond Dekker & The Aces)
2. "Never" (Samplar "Expialodocious" av Pogo)
3. "Danger Zone" (Samplar "Falcon Jab" av Ratatat)
4. "Fresh Like Us" (Samplar "Ce Jeu" av Yelle)
5. "Now U Know" (feat. Jordan Brown) (Samplar "Juicy" av The Notorious B.I.G.)
6. "Welcome to Major Label Inc skit"
7. "Truth" (Samplar "Better Things" av Passion Pit)
8. "Meet Mike Hoffman skit"
9. "Pro’s Freestyle 1.0"
10. "Awesome skit"
11. "Dream Chasin’"
12. "Silver Screen" (Samplar "Ramshackle Day Parade" av Joe Strummer och The Mescaleros)
13. "Slow Down" (feat. The Roots Black Thought & eLDee)
14. "Decline" (Samplar "Step Into My Office, Baby" av Belle and Sebastian)
15. "Call Skit"
16. "Opposite of Adults" (Samplar "Kids" av MGMT)
17. "Voicemail skit"
18. "All Things Go" (Samplar "Chicago" av Sufjan Stevens)